# Parklife
Parklife és un disc de Britpop de la banda Blur, publicat el 25 d'abril de 1994.
Les imatges de Blur sobre la vida britànica entre els homes i dones normals va ser entès per molts crítics per a comparar-los amb The Kinks. Les cançons per si mateixes entren en molts gèneres, tals com la cançó estil Pet Shop Boys "Girls And Boys", l'interludi jazz de "The Debt Collector", la cançó punk Oi! "Bank Holiday" i la cançó estil Hard Rock "Trouble In The Message Centre". En el moment de la seva publicació va ser presa com un fenomen cultural complet al Regne Unit, particularment en el context dels joves de classe mitjana adoptant el Estuary English (un tipus d'Anglès parlat en la part sud-est d'Anglaterra barreja entre l'estàndard i l'anglès londinenc).
Encara que l'àlbum va fallar en les llistes americanes, "Girls And Boys" va esdevenir un hit allà, mentre que Parklife va esdevenir primer número 1 de Blur, entrant en la primera posició des de la seva sortida al mercat. El 1998 els lectors de la revista Q van votar a Parklife com el vigèsim millor àlbum de tots els temps.

## Llista de cançons
Totes les cançons escrites per Damon Albarn, Graham Coxon, Alex James i Dave Rowntree.
- Girls And Boys – 4:51
- Tracy Jacks – 4:20
- End of a Century – 2:45
- Parklife– 3:05
- Bank Holiday – 1:42
- Badhead – 3:25
- The Debt Collector – 2:10
- Far Out – 1:41
- To the End – 4:05
- London Loves – 4:15
- Trouble in the Message Centre – 4:09
- Clover over Dover – 3:22
- Magic America – 3:38
- Jubilee – 2:47
- This Is a Low – 5:07
- Lot 105 – 1:17